# سیوریا
سیوریا (به لاتین: Syurya) یک منطقهٔ مسکونی در روسیه است که در جمهوری آلتای واقع شده‌است.